# Radamés Gnattali

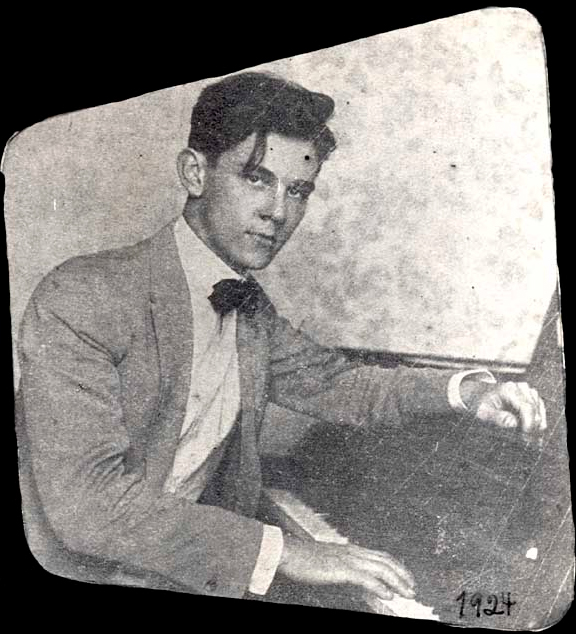
Radamés Gnattali 1924

Radamés Gnattali (* 27. Januar 1906 in Porto Alegre; † 3. Februar 1988 in Rio de Janeiro) war ein brasilianischer Musiker und Komponist.

## Leben
Im Alter von 6 Jahren begann er Klavier und etwas später Violine zu lernen. Er interessierte sich für Modinhas und populäre Lieder. Mit 15 Jahren beherrschte er des Weiteren die Instrumente Cavaquinho und Gitarre. Er besuchte das Instituto de Belas Artes in seiner Heimatstadt und wurde Schüler von Guilherme Fontainha.
Er begann daraufhin, als Musiker in Kinos und Tanzorchestern zu spielen und schaffte es, die Kunst- mit der Volksmusik zu verbinden. Später waren er und Pixinguinha die Hauptverantwortlichen für die Orchestrierung eines bedeutenden Teils der Musikproduktionen in Brasilien.
Seine ersten Kompositionen, die 1932 auf Schallplatte aufgenommen wurden, waren die Choros Espritado und Urbano, welche unter dem Pseudonym Vero erschienen, das er für die Veröffentlichung seiner populären Kompositionen angenommen hatte.
Er war verantwortlich für die Einführung der Instrumente Saxophon und Flöte in der Karnevalsmusik Brasiliens, komponierte Filmmusiken, gab Konzerte in Europa und hatte einen bedeutenden Einfluss innerhalb der neuen Generation der Choro-Musiker.
In den 1970er Jahren widmete er sich wieder der traditionellen Choro-Formation, für die er die Suite Retratos komponierte. Er war Gründer der bedeutenden Gruppe Camerata Carioca und nahm zahlreiche Schallplatten auf, wie mit Elizeth Cardoso, dem Gitarristen Raphael Rabello und vielen anderen.